# Nižná Kamenica
Nižná Kamenica es un municipio del distrito de Košice-okolie en la región de Košice, Eslovaquia, con una población estimada a final del año 2024 de 718 habitantes.
Se encuentra ubicado en el centro de la región, en la cuenca hidrográfica del río Sajó (afluente derecho del Tisza) y cerca de la frontera con la región de Prešov y con Hungría.

## Demografía
| Año        | 1994 | 2004    | 2014     | 2024     |
| ---------- | ---- | ------- | -------- | -------- |
| Población  | 473  | 488     | 553      | 718      |
| Diferencia |      | +3,17 % | +13,31 % | +29,83 % |

| Año        | 2023 | 2024    |
| ---------- | ---- | ------- |
| Población  | 683  | 718     |
| Diferencia |      | +5,12 % |